# Selenopolibasita
La selenopolibasita és un mineral de la classe dels sulfurs, que pertany al grup de la pearceïta-polibasita.

## Característiques
La selenopolibasita és una sulfosal de fórmula química [(Ag,Cu)₆(Sb,As)₂(S,Se)₇][Ag9Cu(S,Se)₂Se₂]. Va ser aprovada com a espècie vàlida per l'Associació Mineralògica Internacional l'any 2006.
Segons la classificació de Nickel-Strunz, la selenopolibasita pertany a «02.G - Nesosulfarsenits, etc. amb S addicional» juntament amb els següents minerals: argentotennantita, freibergita, giraudita, goldfieldita, hakita, tennantita, tetraedrita, selenoestefanita, estefanita, pearceïta, polibasita, cupropearceïta, cupropolibasita i galkhaïta.

## Formació i jaciments
Va ser descoberta a la mina de De Lamar, situada dins el districte miner de De Lamar, al comtat d'Owyhee (Idaho, Estats Units). També ha estat descrita a l'estat de Washington, així com a Mèxic, Eslovàquia, Rússia i la República Popular de la Xina.